# 宮川左近
宮川 左近（みやがわ さこん）は、浪曲の名跡で4代目の死後は空き名跡となっている。
4代目については、宮川左近ショーに詳しく。

## 初代
九州出身の人物で後に九州一円で人気を博した。

## 2代目
宮川左近（1874年 - 1917年9月3日）本名は高見仁三郎。
長崎の生まれ、幼少期から浪曲に親しみ初代が九州で人気だったころに弟子入りした。全盛期当時では珍しく海外在留邦人相手に慰問で渡航している。晩年は病気で喉を痛めて節劇専門になった。『田宮坊太郎』が得意であった。

## 3代目
宮川左近（1898年7月13日 - 1938年9月21日）本名は富永富一。
長崎県佐世保の生まれ、佐世保鎮守府に勤務していたが京山若丸の「乃木将軍」に感銘を受け、1915年に2代目の弟子になり左近丸を名乗る。1917年に2年というスピード出世で3代目を襲名。九州地元を拠点にした後、名古屋に出向き、この頃は初代松風軒栄楽と競い合い2枚看板で全国巡業した。その後は関東、上方の寄席にも出演した。『召集令』『乃木将軍』等を得意とした。『召集令』等SPレコードも吹き込んでいる。
内閣総理大臣であった田中角栄は大ファンでよくまねをしていたという。

## 4代目
宮川左近（1925年1月20日 - 1986年9月21日）本名は佐久間利三。
北海道函館の生まれ、最初は故郷で本名で民謡一座に属し天才少年民謡歌手として売り出される。当時三橋美智也と並ぶ人気を得たという。浪曲師としてよりむしろ浪曲漫才の宮川左近ショーのリーダーとして高名。4代目は1950年に襲名している。
台本も担当し、著書には随筆集『浪曲半世紀』があるが、執筆中に健康を害して中断したまま未完に終わった。弟子には宮川大助、宮川青丸等がいる。実子にアコーディオン奏者の富永豊一。